# Theophilus Wilhelm Frese

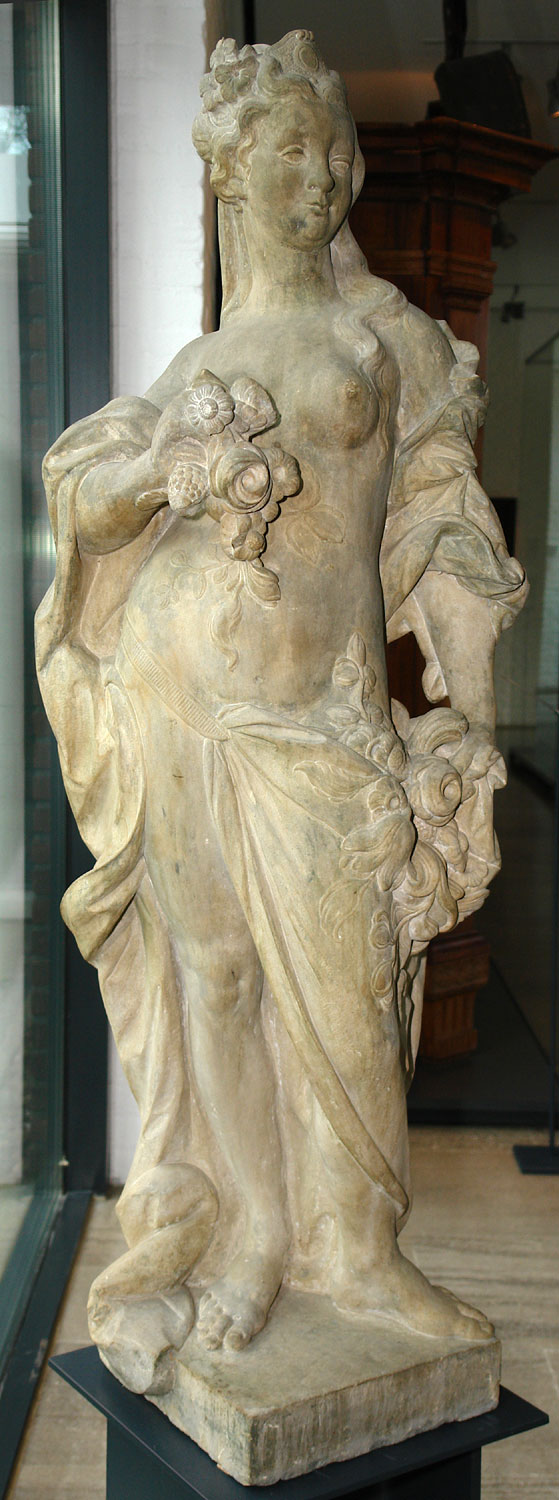
Focke-Museum: Flora (um 1750)

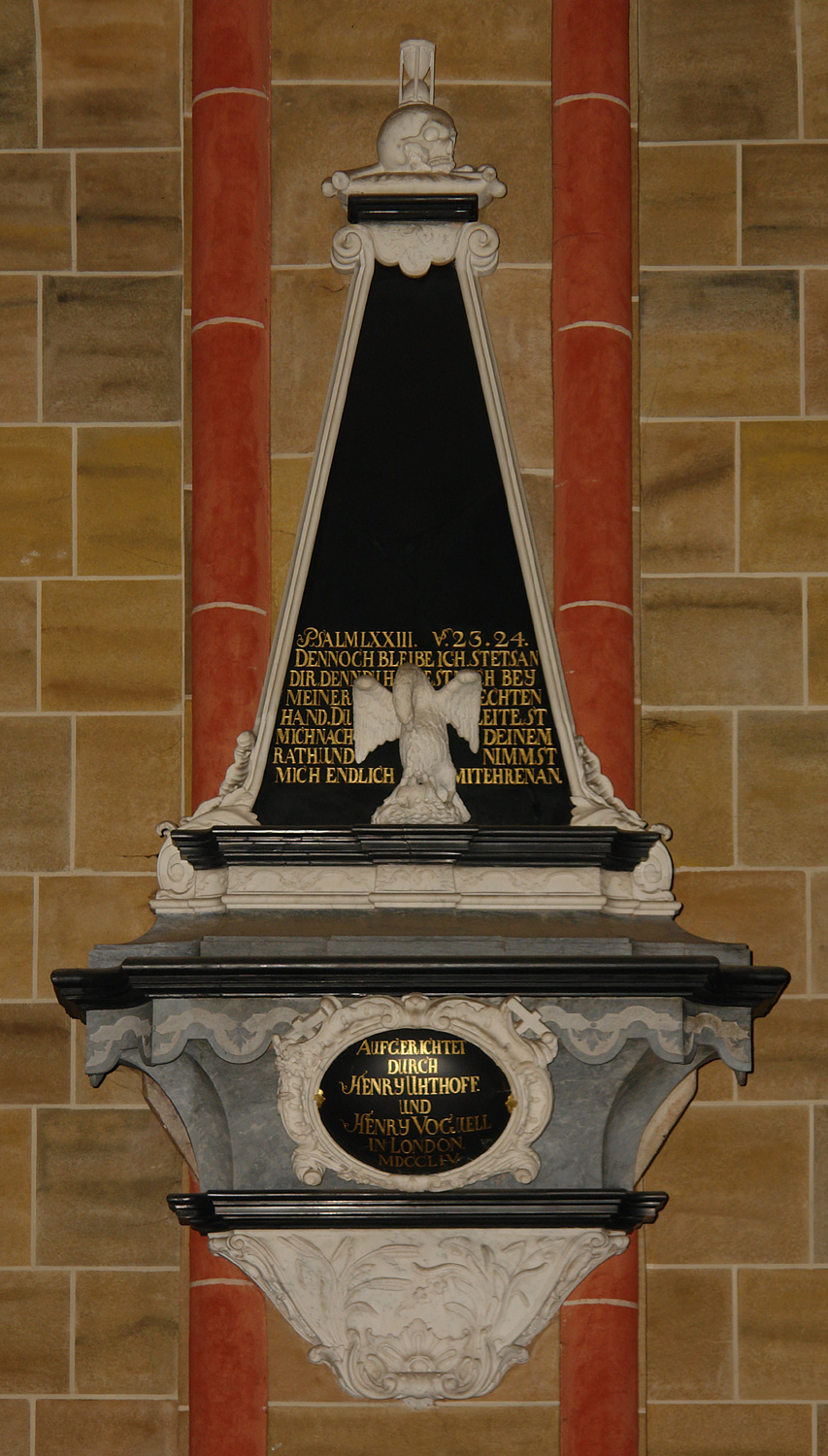
Epitaph des Esquire Henry Voguel im Bremer Dom

Theophilus Wilhelm Frese (Freese sowie Friese schrieb er sich selbst) (* 20. Dezember 1696 in Bremen; † 1763) war ein in Bremen ansässiger Steinbildhauer und Elfenbeinschnitzer.

## Biografie
Frese – Sohn des Pitschierstechers (Siegelschneiders) Wilhelm Frese – wurde in Bremen getauft. Über seine Ausbildung ist wenig Sicheres bekannt. Seine späteren, minutiös ausgearbeiteten Kleinplastiken machen eine Ausbildung in der Steinschneider-Werkstatt seines Vaters wahrscheinlich. Eine anschließende Lehre bei dem Bremer Steinhauer Johann Mentz wird angenommen. Auch eine Reise nach Italien ist überliefert. Eine stilistische Nähe zu den Bildhauerarbeiten von Johann Baptist Xavery und F. Duquenois lässt auf künstlerische Kontakte zu niederländischen Künstlern schließen. Wie andere Steinhauer auch, dürfte Frese am Handel mit Obernkirchener Sandstein („Bremer Stein“) beteiligt gewesen sein.
Ab 1721 sind frühe Arbeiten in Stein überliefert, 1726 datiert ist die als verkapptes Selbstbildnis angesprochene Elfenbeinbüste in Braunschweig. Seit 1727 betrieb Frese eine Werkstatt auf dem Teerhof in Bremen, wo er schon 1729 ein „neu erbautes Haus“ besaß und 1737 20 Mitarbeiter beschäftigte. 1728 wurde Frese vom Bremer Rat „wegen seiner besonderen Kunst und Geschicklichkeit“ zum Freimeister ernannt und trat 1732, um Gesellen halten zu können in das Steinhaueramt ein, wo er es in den Jahren 1744 und 1759 sogar zum Altmeister dieser Bildhauerzunft brachte. Zu seinen Gesellen gehörte bis ca. 1738 Christian Romain, einem Bildhauer vermutlich südniederländischer Herkunft, von dem man einige signierte Gartenfiguren aus den 1730er Jahren kennt.

## Werk
Frese arbeitete schon früh für öffentliche Auftraggeber. Hinzu kamen Fassadendekorationen und Gartenfiguren für das wohlhabende Bremer Bürgertum. Einige seiner Kleinplastiken in Elfenbein fanden den Weg in die Kunstkabinette norddeutscher Fürsten (Braunschweig, Schwerin), doch die überwiegende Zahl dieser Arbeiten (soweit sie heute noch erhalten und bekannt sind) ging nach seinem Tod aus seinem Nachlass in bremische Hände über und blieb als Sammlung beisammen, die heute im Focke-Museum verwahrt wird. In den meisten Figürchen und kleinen Büsten ist allegorischer Hintersinn enthalten, so lassen sich die Putten den Jahreszeiten zuordnen; die als Pendants gearbeiteten Büsten des alten Mannes und einer jungen Frau geben eine noch im kleinen Format eindringliche Gegenüberstellung der Lebensalter. Auch in seinen sonstigen Elfenbeinarbeiten klingt immer wieder das Thema Alter und Vergänglichkeit an, wie ja auch seine Putten eine merkwürdig ältliche, melancholische Physiognomie zur Schau tragen. Die folgende Liste berücksichtigt nur die heute noch erhaltenen Werke.

### Steinhauerarbeiten
- Wappen Bürgermeister Hoyer am Bremer Rathaus, Sandstein, 1721[6]
- Epitaph für Gräfin Margarethe Gertrud, Marmor, 1728, Stadtkirche Stadthagen
- Frese-Haus, Wohnhaus des Bildhauers, errichtet 1729/1740 auf dem Teerhof, Herrlichkeit 3, mit der Inschrift über der Tür: „So geths in der Weldt“ (abgebrochen und eingelagert).
- Venus und Amor in der Schmiede des Vulkan; Justitia, Apoll und Minerva; Das Urteil des Paris; drei Marmorreliefs von 1730 für einen Ofenfuß im Bremer Rathaus, jetzt Focke-Museum Bremen (Schaumagazin)
- Sarkophag des Georg Bernhard von Engelbrechten, 1730, St.-Petri-Dom Bremen, Bleikeller[7]
- Grabmal für Johann Friedrich von der Kuhla, 1739, in der Kirche St. Luciae (Meyenburg) (Zuschreibung)
- Roland-Brunnen in der Bremer Neustadt, 1737
- Grabdenkmal für v.d.Kuhla († 1739) in St. Luciae (Meyenburg) (Zuschreibung)
- Marktbrunnen als Doppelbrunnen in barocker Form 1747 errichtet in Wildeshausen
- Flora (Allegorie des Frühlings), um 1750, Focke-Museum
- Zwei mit Jahreszeitenreliefs geschmückte Pfeiler, um 1750, Focke-Museum
- Epitaph für Henry Voguell, 1754, im Bremer St.-Petri-Dom
- 8 von ehem. 12 Gartenfiguren im Schlosspark Exten bei Rinteln (Privatbesitz)[8]
- Fassadendekor aus dem Jahr 1755 am Haus Markt 12 (Filiale der Sparkasse Bremen): das Dekor stammt vom zerstörten Hoffschlaegerschen Haus, Schlachte 31 B.
- Opferstock aus St. Stephani, Bremen (heute im Landesamt für Denkmalpflege).

### Kleinplastiken
- Die Jahreszeiten, vier Alabaster-Büsten, Focke-Museum
- Kopf eines Bettlers, Elfenbeinbüste, 1726, Braunschweig, Herzog Anton Ulrich-Museum
- Büßender Hieronimus, vollrunde Elfenbein-Gruppe, 1726, Berlin, Kunstgewerbemuseum
- Christus, 1751 und allegorische Brustbilder, 1752, Reliefs im Landesmuseum Schwerin
- Vanitas, Allegorie der Vergänglichkeit, Ovales Elfenbeinrelief, Lübeck, St.-Annen-Museum
- Hl. Hieronimus, Elfenbein, Landesmuseum Hannover
- Büste des Apostels Petrus, Elfenbein, Focke-Museum
- sowie eine Reihe von Reliefs, Büsten und Figürchen von Putten, mythologischen und historischen Personen (Focke-Museum)